# Benitochromis riomuniensis
Benitochromis riomuniensis är en fiskart som först beskrevs av Thys van den Audenaerde, 1981.  Benitochromis riomuniensis ingår i släktet Benitochromis och familjen Cichlidae. IUCN kategoriserar arten globalt som starkt hotad. Inga underarter finns listade.